# Гиацинтовый лес
Гиацинтовый лес или колокольчиковый лес — лесной массив, в котором весной цветёт ковер из «диких гиацинтов» — гиацинтоидесов неописанных (Hyacinthoides non-scripta) под недавно сформированным лиственным пологом. Чем гуще летний полог, тем больше подавляется конкурентная почвопокровная растительность, что способствует формированию плотного ковра из гиацинтоидесов, листья которых созревают и отмирают к началу лета. Другие распространенные лесные растения, которые сопровождают гиацинтоидесы, включают погремок малый и ветреницу дубравную.

## Места
Колокольчиковые леса встречаются во всех частях Великобритании,Ирландии, в Нидерландах, Франции и Германии. Гиацинтоидесы — распространенный вид-индикатор древних лесов, и их присутствие в таких местах известно с глубокой древности, вероятно, начиная с 1600 года. Некоторые интродуцированные части гиацинтоидесов могут встречаться в местах, где они были сильно натурализованы, например, на северо-западе Тихого океана, в Среднеатлантическом регионе и Британской Колумбии .